# Opsomeigenia flavipalpis
Opsomeigenia flavipalpis là một loài ruồi trong họ Tachinidae.